# 성주 만귀정
성주 만귀정(星州 晩歸亭)은 대한민국 경상북도 성주군 가천면에 있는 조선시대의 건축물이다. 2004년 3월 11일 경상북도의 문화재자료 제462호로 지정되었다.
조선 후기 대표 선비인 응와 이원조 선생이 「포천구곡」이라는 시를 통해 포천계곡의 이름이 탄생, 계곡 상류의 폭포옆에 ‘만귀정’이라는 정자를 만들었다. 우거진 숲속에 위치한 만귀정 옆으로는 작지만 세찬 기운으로 떨어지는 폭포수가 빼어난 경관을 자랑한다.

## 개요
이 건물은 조선후기에 공조판서를 역임한 응와(凝窩) 이원조(李源祚, 1792~1871)가 만년(1851년)에 귀향하여 독서와 자연을 벗 삼으며 여생을 보낸 곳이다. 이원조는 본관이 성산(星山)이며, 자는 주현(周賢). 호를 응와(凝窩)라 하였고, 정헌(定憲)의 시호(諡號)를 받았다. 그는 입재(立齋) 정종로(鄭宗魯)의 제자로 1809년(순조 9) 증광문과에 을과로 급제 후 여러 관직을 역임하고 벼슬이 대사간을 거쳐 공조판서․판의금에 이르렀다. 당시에 유학과 문장에 있어 유림의 으뜸으로 추앙받았으며, 지방관으로서도 많은 치적을 올렸다.
그는 과거급제 후 근 40년간 관직생활에 몸담고 있어 학문과 후학양성에 뜻을 제대로 펴지 못하다가 만년에 이르러서야 비로소 수양과 강학에 전심할 수 있는 기회를 가질 수 있었는데, 건물의 이름을 만귀정이라 한 것도 이에서 연유한다.
건물은 경사지에 북동향하여 정면 4칸, 측면 1칸반 규모의 만귀정과 평삼문이 안마당을 사이에 두고 이자형(二字形)으로 놓여져 있으며, 평삼문 입구에는 이원조의 학문진흥에 대한 의지를 담은 철제로 된 흥학창선비(興學倡善碑)가 세워져 있다.

## 참고 자료
- 성주만귀정 - 국가유산청 국가유산포털